# 1984 (Anthony Phillips)
| Recensione | Giudizio |
| ---------- | -------- |
| AllMusic   |          |

1984 è un album del chitarrista ed ex membro dei Genesis Anthony Phillips, autoprodotto e pubblicato nel 1981 per le etichette RCA, Passport e Blueprint/Voiceprint (quest'ultima riedita su CD).
Ispirato all'omonimo romanzo scritto da George Orwell, rappresenta una svolta nell'attività musicale dell'artista, abbandonando le ispirazioni barocche e classicheggianti, dove la chitarra è elemento predominante, e dell'impostazione progressiva dei precedenti album, per un progetto basato esclusivamente su strumentazione elettronica con l'unica eccezione di effetti vocali ottenuti con il vocoder.

## Tracce

### LP
Lato A
1. Prelude '84 – 4:19
2. 1984 Part 1 – 19:06

Lato B
1. 1984 Part 2 – 15:28
2. Anthem 1984 – 2:29

- Durata brani ricavati dalle note su vinile dell'album pubblicato per il mercato nordamericano dalla Passport Records, PB 6006 (durata brani non indicati sull'album originale della RCA Records)

## Formazione
- Anthony Phillips – tastiere, drumbox (Roland CR78), chitarra (occasionale), percussioni base
- Richard Scott – percussioni base, effetti sonori, voce
- Morris Pert – Percussioni (timpani, tambourine, gong, congas, belltree, vibra-slap, marimbas, vibrafono, eccetera)

Note aggiuntive
- Anthony Phillips – produttore, arrangiamenti
- Richard Scott – assistente alla produzione
- Registrazioni effettuate tra l'agosto 1980 e il gennaio 1981 al Send Barns
- Anthony Phillips – ingegnere delle registrazioni
- Richard Scott – assistente ingegnere delle registrazioni
- Mixaggio effettuato tra febbraio e marzo del 1981 al Atmosphere Studios (Lexington Street) di Londra (Inghilterra)
- Chris David – ingegnere del missaggio
- Chris e Anita David – manipolazione vocoder
- Under the Stars Productions – design copertina album[3]